# Elde
För andra betydelser, se Elde (olika betydelser).

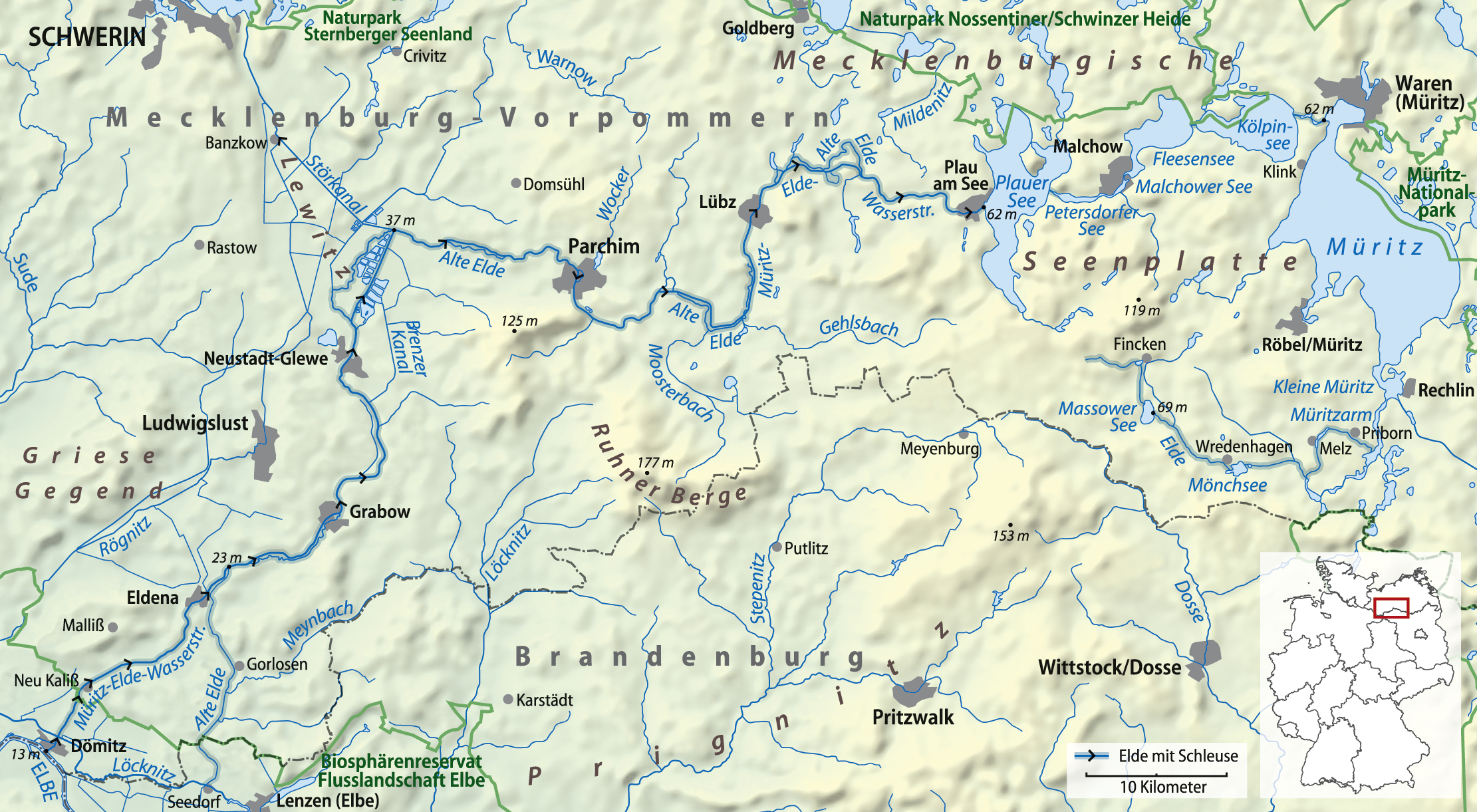
Floden Elde i Meckleburg-Vorpommern

Elde är en cirka 208 kilometer lång flod i förbundslandet Mecklenburg-Vorpommern i nordöstra Tyskland och den är den längsta floden i förbundslandet. Floden avvattnar en yta av 3 462 km² och har en genomsnittlig vattenföring på 11 m³/s.

## Geografi
Flodens källa ligger sydost om sjön Plauer See i kommunen Altenhof. Först flyter floden mot öster genom sjöarna Darzer See, Finckener See, Massower See och Mönchsee, som tillhör Mecklenburgiska sjöarna. Floden vänder mot norr och rinner genom sjön Müritzsee och mynnar ut i Müritz, den näst största tyska insjön, nära orten Priborn. 
Sjön Müritz utflöde ligger nära Waren i nordvästra delen av sjön. Därifrån flyter floden Elde genom sjöarna Kölpinsee, Fleesensee, Petersdorfer See och Plauer See. Sjön Plauer Sees mynning ligger i staden Plau am See, vid sjöns västra strand. Sedan floden runnit ut i sjön är den reglerad av 17 slussar på vägen till mynningen i Dömitz. Därför kallas flodens avsnitt mellan Plau am See och Dömitz också Müritz-Elde-Wasserstraße (MEW) (svenska:Müritz-Elde-vattenväg), men på olika avsnitt finns delar av flodens gamla sträckning. Detta avsnitt kallas Alte Elde(svenska:gamla Elde), och det finns till exempel mellan Lübz och Parchim och vid staden Grabow. 
Efter Eldena kommun skiljer sig MEW och Alte Elde. MEW flyter strax mot väster till Dömitz, där den mynnar ut i floden Elbe. Delen Alte Elde rinner åt sydväst och mynnar ut i floden Löcknitz, som själv mynnar ut i floden Elbe nära Dömitz.

## Galleri

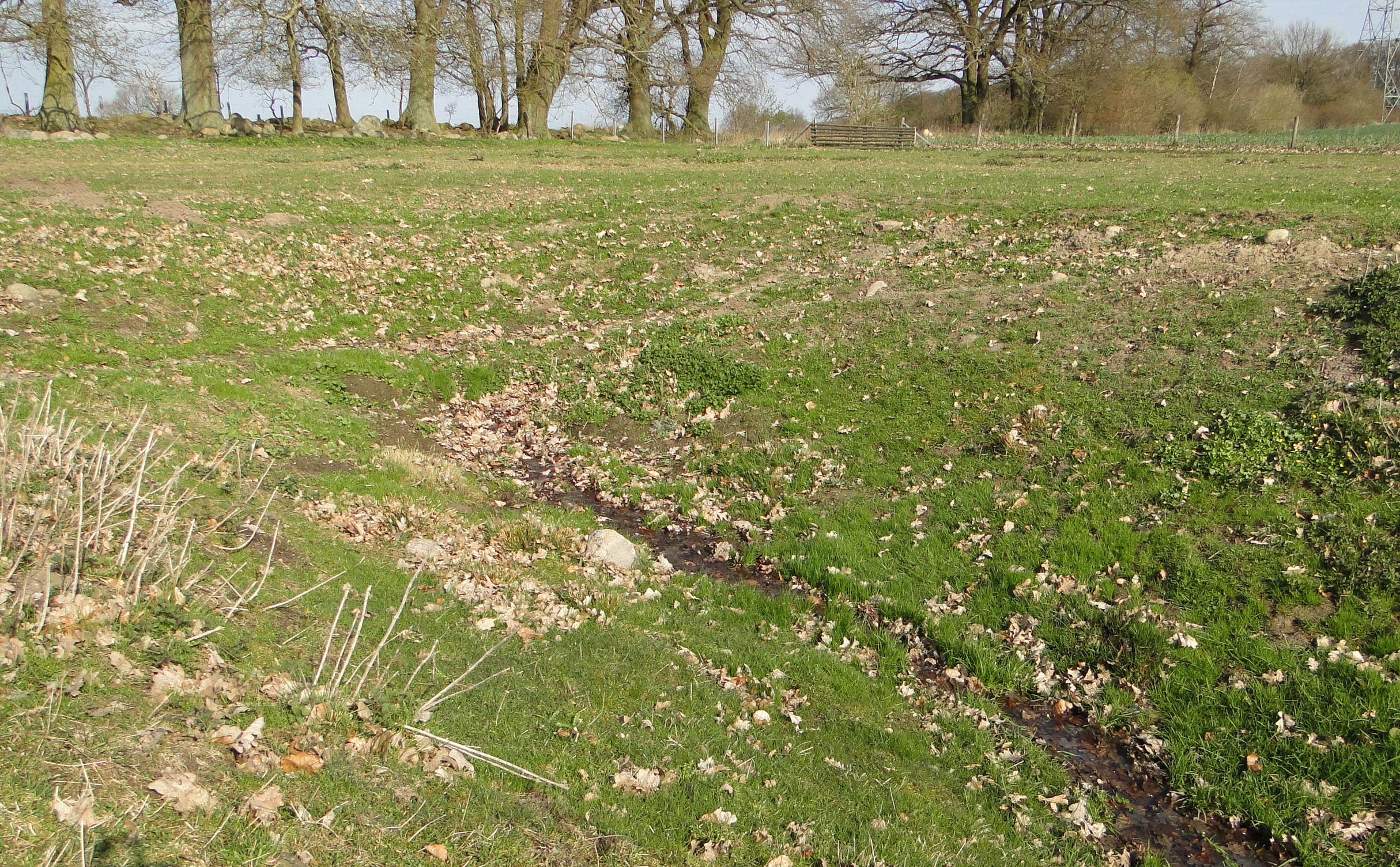
Eldes källa nära Darze
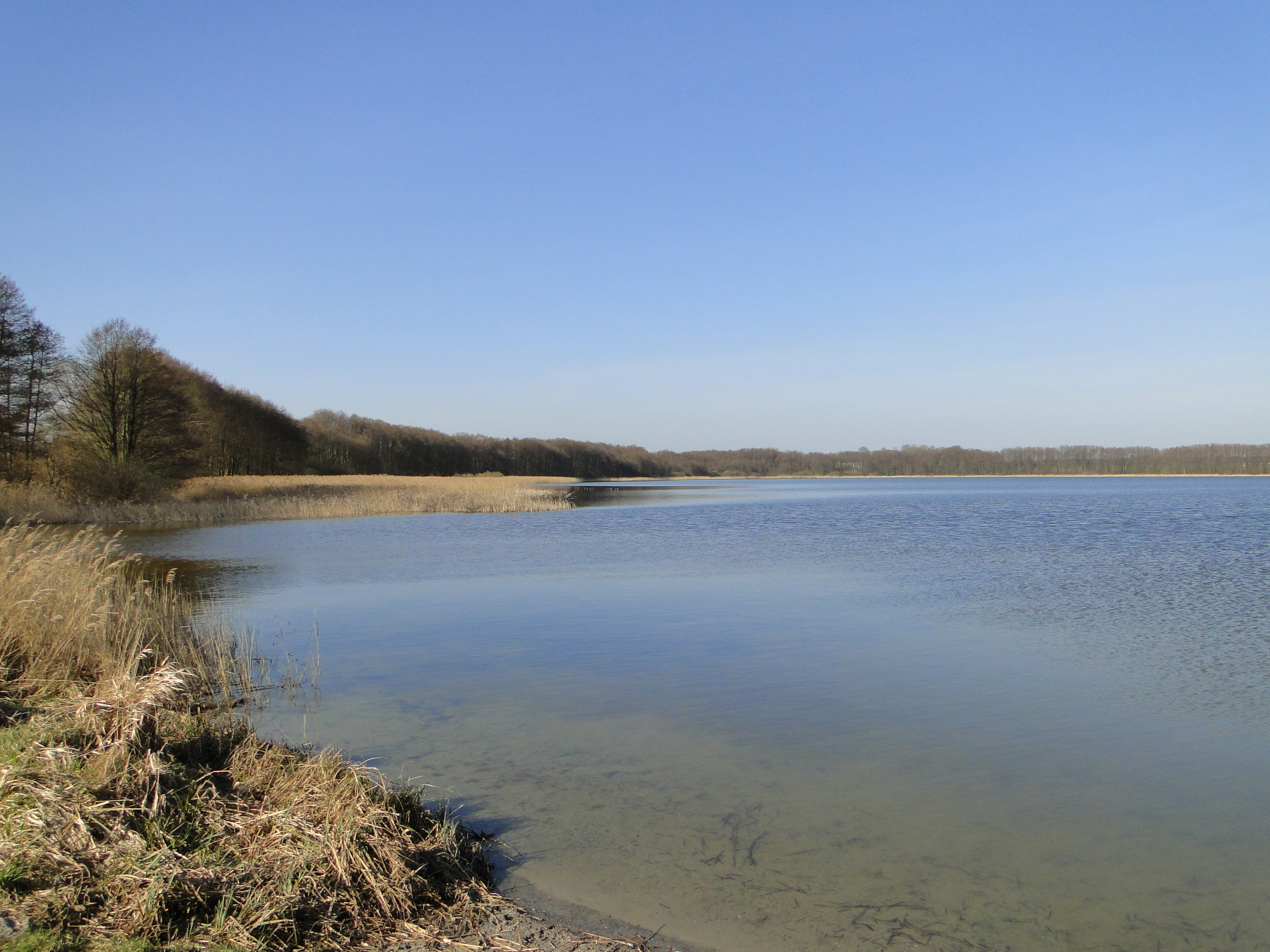
Sjön Massower See
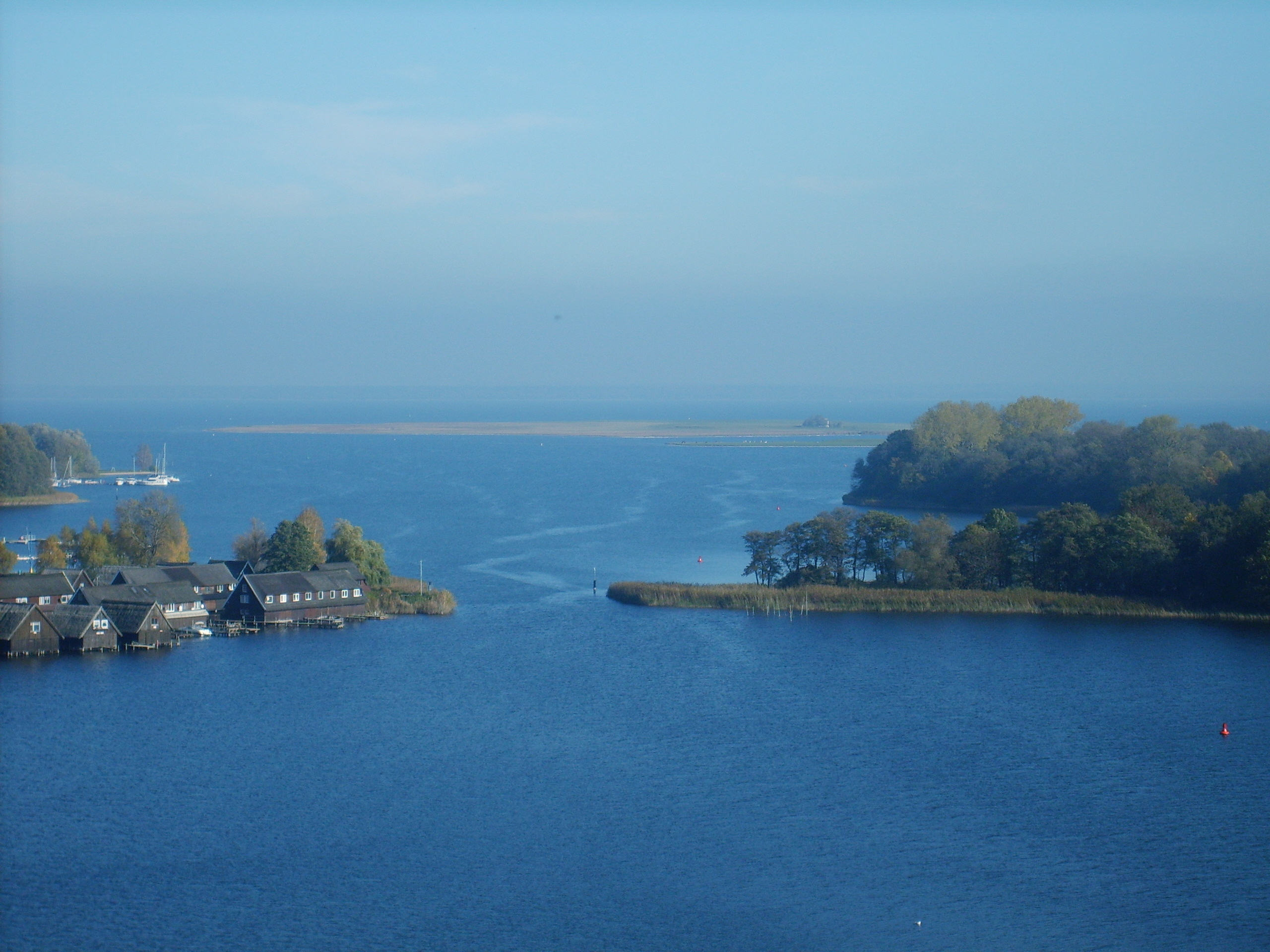
Sjön Müritz
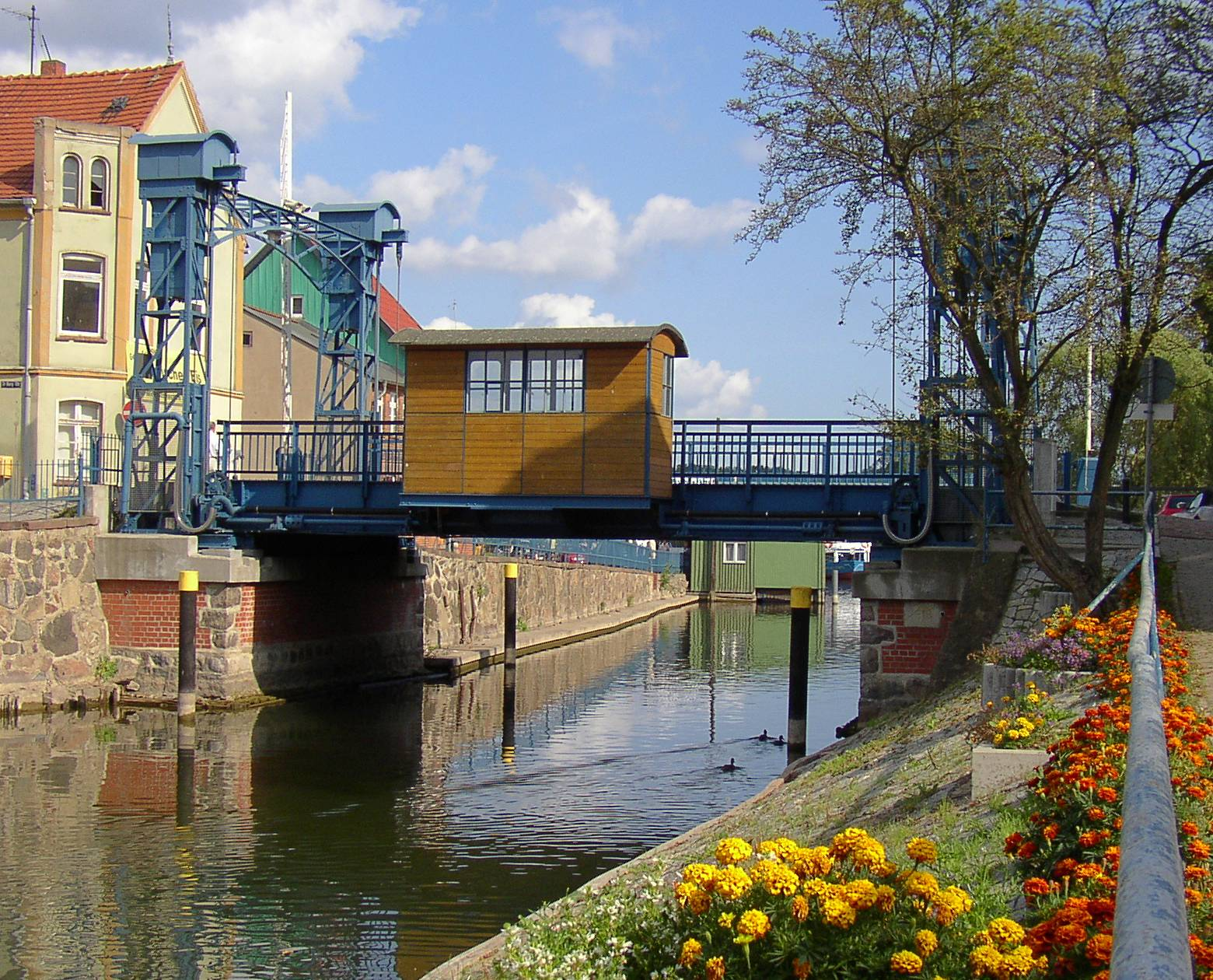
Bron över floden Elde i Plau am See
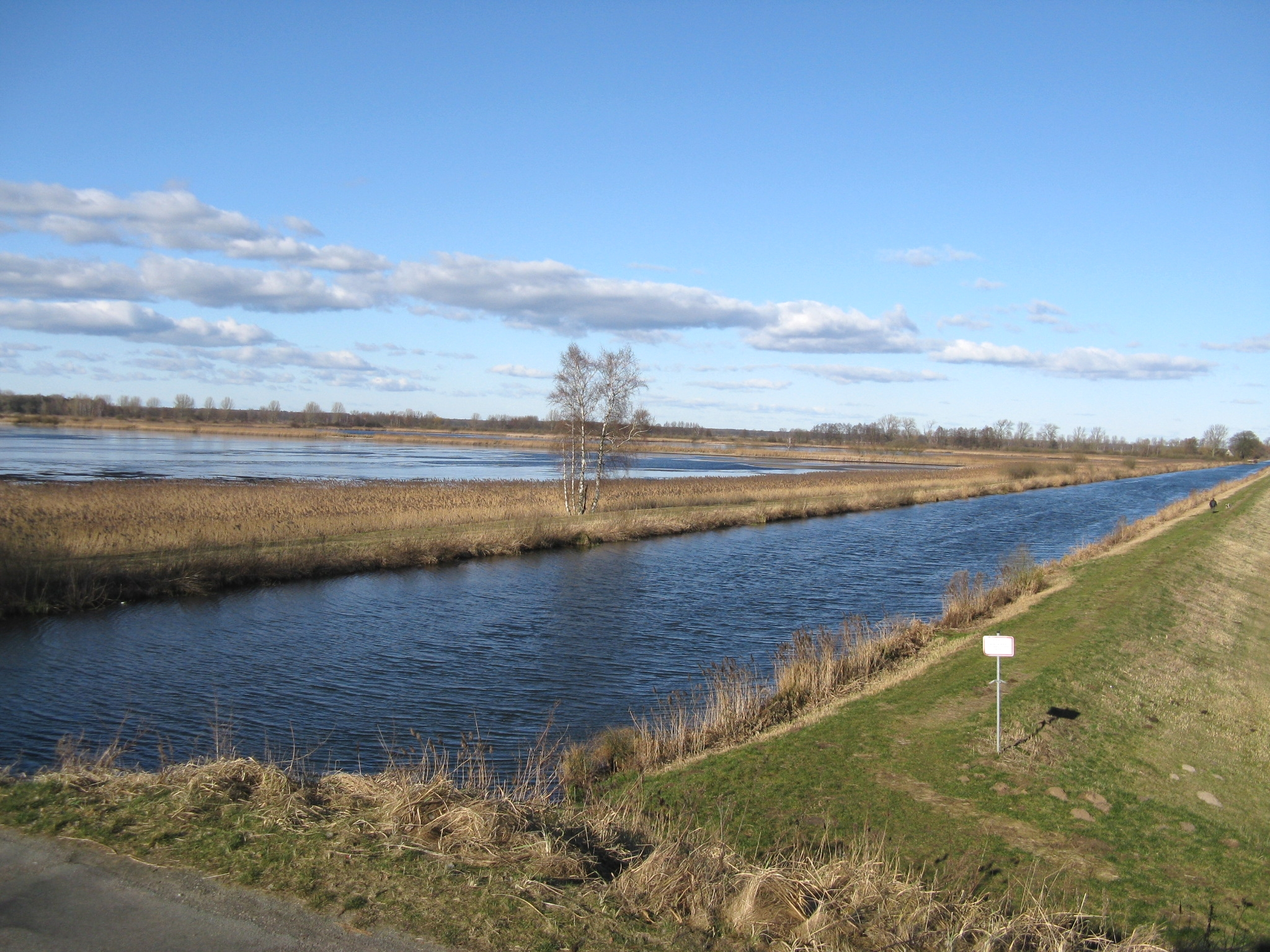
Floden norr om Neustadt-Glewe
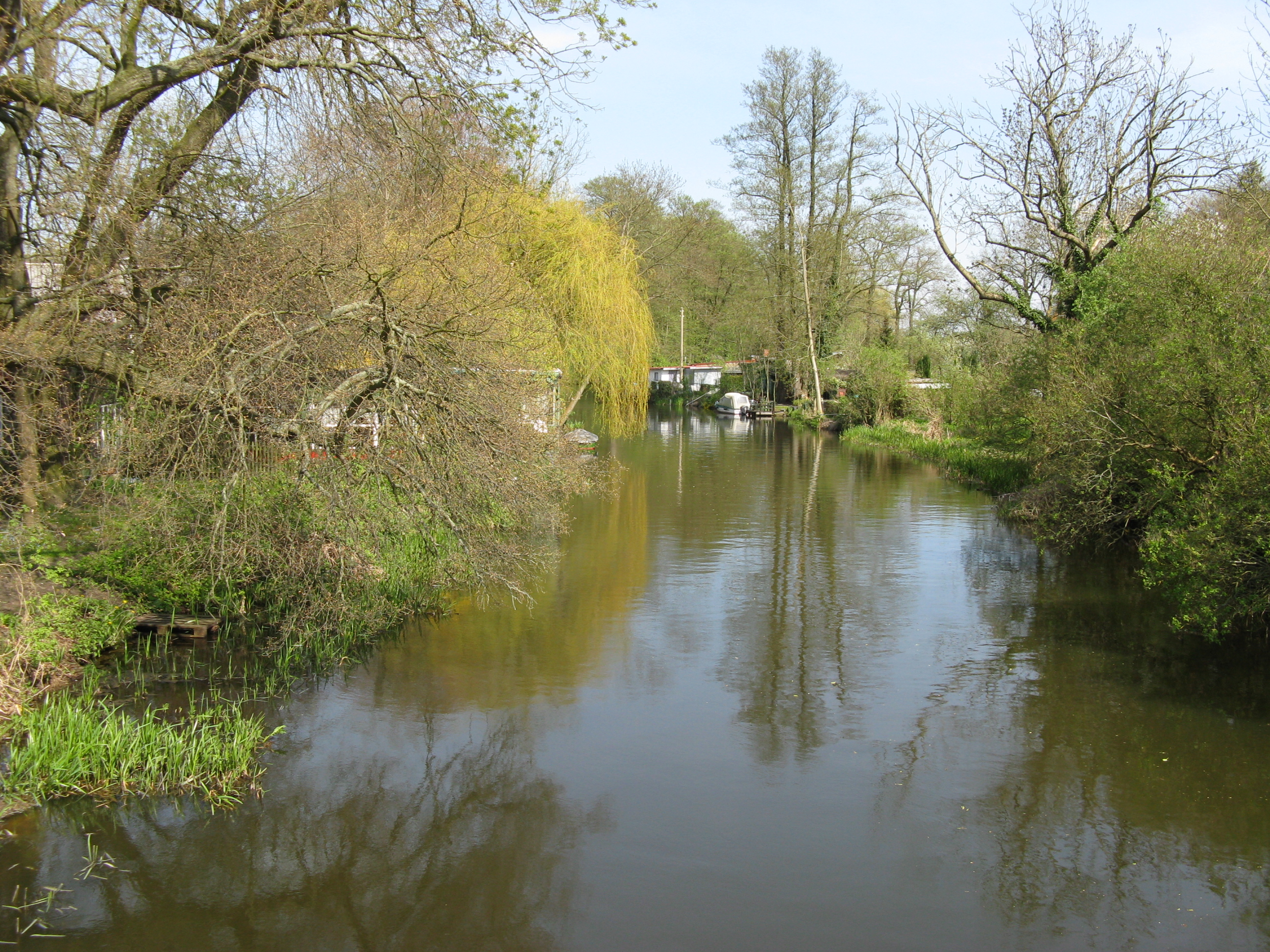
Gamla Elde i Grabow
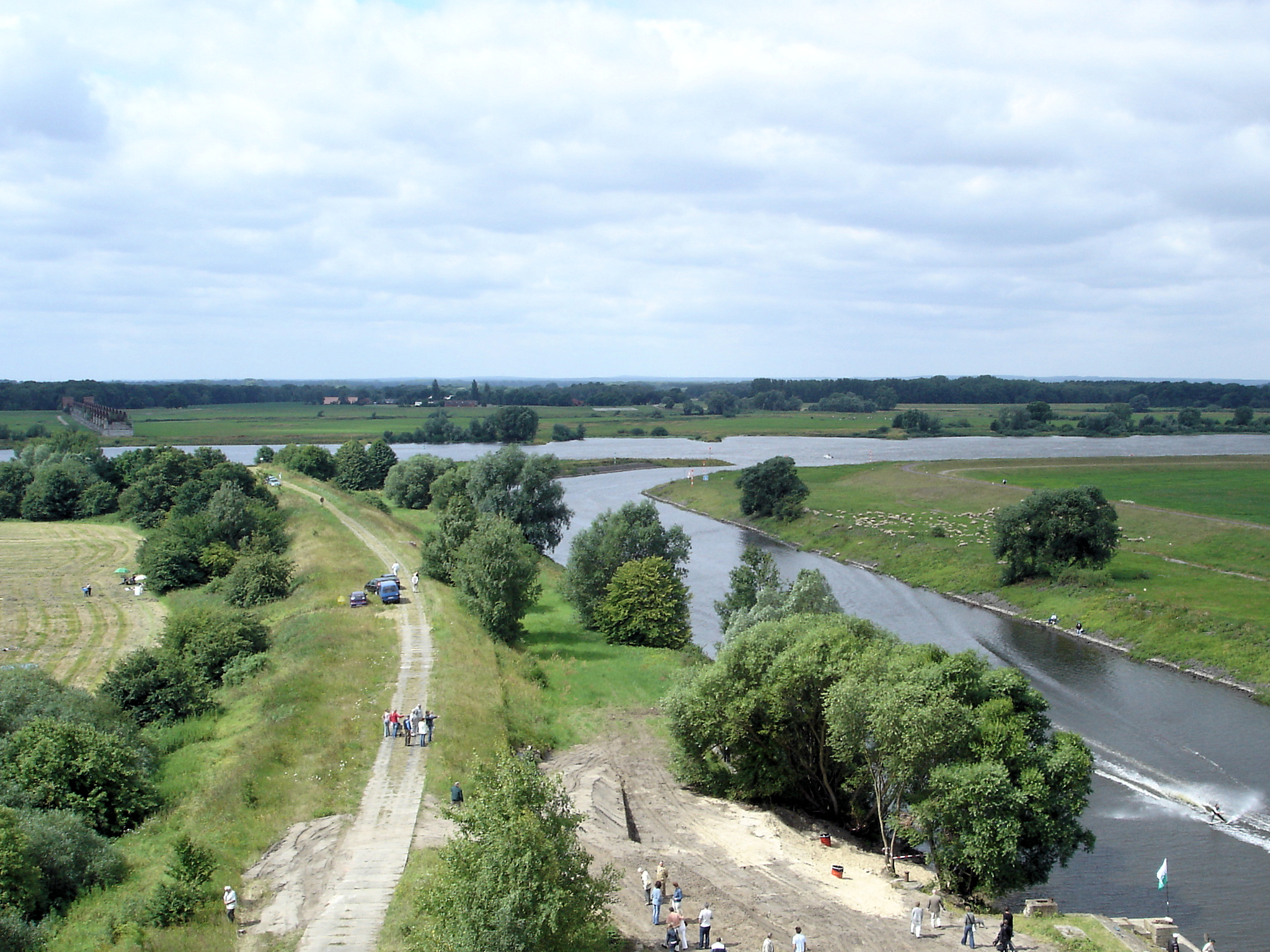
Mynningen av MEW i floden Elbe i Dömitz